# NGC 6258
NGC 6258 is een elliptisch sterrenstelsel in het sterrenbeeld Draak. Het hemelobject werd op 28 juni 1886 ontdekt door de Amerikaanse astronoom Lewis A. Swift.

## Synoniemen
- UGC 10595
- MCG 10-24-73
- ZWG 299.35
- PGC 59165